# Sjirsjovrug
De Sjirsjovrug (Russisch: Хребет Ширшова; Chrebet Sjirsjova) is een onderzeese rug in de Beringzee, verlopend van Kaap Oljoetorski aan de noordoostkust van Kamtsjatka naar het zuiden, in de richting van de Aleoeten. De rug heeft een lengte van ongeveer 670 kilometer en de breedte vernauwt zich van 200 kilometer in het noorden tot 25 kilometer in het zuiden. In het noorden vormt het een onderzeese verlenging van het schiereiland Oljoetorski. In de richting van de Aleoetentrog buigt de rug iets af en loopt tot bijna aan de Bowersrug, de andere onderzeese rug van de Beringzee. De hoogte varieert van 3000 meter boven de omringende onderzeese vlakte in het noorden tot 1000 meter in het zuiden. De voet van de rug ligt op een diepte van 3500 tot 3900 meter. De westhelling is steiler dan de oosthelling (25 tot 40 graden tegen 7 tot 10 graden).
De geologische structuur van de rug bestaat volgens onderzoekers waarschijnlijk uit een aantal chaotisch geordende lagen van tektonische platen uit de korst van een oud oceanisch bekken. De leeftijd van het noordelijke deel wordt geschat op 95 miljoen jaar en het zuidelijke deel op 33 miljoen jaar. De geologische structuur verschilt ook tussen beide delen.
De rug is vernoemd naar de Russische oceanograaf Pjotr Sjirsjov, die hier onderzoek verrichtte.